# C/2018 V1 Machholz-Fujikawa-Iwamoto
C/2018 V1 Machholz-Fujikawa-Iwamoto è una cometa non periodica scoperta il 7 novembre 2018 dagli astrofili Donald Edward Machholz, Shigehisa Fujikawa e Masayuki Iwamoto.

## Caratteristiche orbitali
La cometa ha un'orbita iperbolica, retrograda e con una MOID di sole 0,115 UA con la Terra. È stata ipotizzata una sua origine interstellare .